# 韦恩·韦尔斯
韦恩·韦尔斯（英語：Wayne Wells，1946年9月29日—），美国男子摔跤运动员。他曾代表美国参加1968年和1972年夏季奥林匹克运动会摔跤比赛，其中1972年夏季奥运会获得一枚金牌。